# Мцыри
«Мцы́ри» — романтическая поэма М. Ю. Лермонтова, написанная в 1839 году и опубликованная (с цензурными пропусками) в 1840 году в единственном прижизненном издании поэта — сборнике «Стихотворения М. Лермонтова». Она относится к поздним кавказским поэмам Лермонтова и считается одним из последних классических образцов русской романтической поэзии.

## История создания

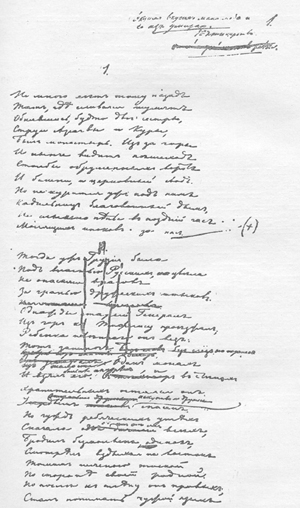
Автограф поэмы «Мцыри» (1-я страница)

Сюжет поэмы был взят Лермонтовым из кавказской жизни. Имеются свидетельства А. П. Шан-Гирея и А. А. Хастатова о возникновении замысла поэмы, изложенные в рассказе первого биографа поэта П. А. Висковатова. Согласно этому рассказу, Лермонтов сам слышал историю, которую потом положил в основу поэмы. Во время своей первой ссылки на Кавказ в 1837 году, странствуя по старой Военно-Грузинской дороге, он «наткнулся в Мцхете… на одинокого монаха… Лермонтов… узнал от него, что родом он горец, пленённый ребёнком генералом Ермоловым… Генерал его вёз с собою и оставил заболевшего мальчика монастырской братии. Тут он и вырос; долго не мог свыкнуться с монастырём, тосковал и делал попытки к бегству в горы. Последствием одной такой попытки была долгая болезнь, приведшая его на край могилы…». Этот интересный рассказ впечатлил Михаила Юрьевича и, вероятно, послужил толчком к созданию «Мцыри».
В наши дни уже невозможно установить, насколько достоверны сведения, сообщённые Висковатовым. Однако история, описанная в поэме, вполне могла произойти в реальности. Захват русскими детей горцев в плен во время Кавказской войны был вполне обычным явлением. Кроме того, Лермонтову мог быть известен ещё один такой пример: непростая судьба российского художника П. З. Захарова, чеченца по национальности, также совсем маленьким мальчиком попавшего в плен к русским и всё тем же генералом А. П. Ермоловым отвезённого в Тифлис. Академик РАН Ю. С. Степанов отмечал в этой связи в 2004 году: «В настоящее время многие (и мы), считают, что Петр Захаров послужил прототипом лермонтовского Мцыри».
Значительное влияние на поэму оказал и грузинский фольклор. Кавказский материал в поэме насыщен фольклорными мотивами. Так, центральный эпизод «Мцыри» — битва героя с барсом — основан на мотивах грузинской народной поэзии, в частности хевсурской песне о тигре и юноше, тема которой нашла отражение и в поэме Шота Руставели «Витязь в тигровой шкуре».
Вначале поэма носила название «Бэри» с примечанием: «Бэри, по-грузински монах». Эпиграф к произведению тоже был другим. Изначально он гласил: «On n’a qu’une seule patrie» («У каждого есть только одно отечество»), но позже был изменён Лермонтовым на строки из 14 главы 1-й Книги царств: «Вкушая вкусих мало меда, и се аз умираю». Это библейское изречение несёт в себе символическое значение нарушения. Заглавие тоже было заменено поэтом, и в сборник «Стихотворения М. Лермонтова» поэма вошла под названием «Мцыри», которое лучше отражало суть произведения. В грузинском языке слово «мцири» (груз. მწირი) имеет двойное значение: в первом — «послушник», «не служащий монах», а во втором — «пришелец», «чужеземец», прибывший добровольно или привезённый насильственно из чужих краёв, одинокий человек, не имеющий родственников, близких.
Кроме эпиграфа и заглавия Лермонтов переработал и содержание произведения. В частности, поэтом были исключены из первоначальной редакции несколько фрагментов. Некоторые из стихов писатель, судя по всему, вынужденно вычеркнул по цензурным соображениям. Так, например, были убраны строки, в которых Мцыри упрекает Бога за то, что тот ему «Дал вместо родины тюрьму». В числе прочего Лермонтов исключил из произведения строки, содержавшие описание горцев — соотечественников Мцыри, в том числе и его отца, которые явились герою в бреду в виде грозных всадников, сражающихся за свою свободу.
Окончательно поэма была доделана автором, согласно пометке на обложке тетради Лермонтова: «1839 года Августа 5». Через год она была напечатана и стала одной из двух поэм (другой была Песня про царя Ивана Васильевича, молодого опричника и удалого купца Калашникова), вошедших в прижизненный сборник стихотворений.

## Сюжет
Там, где, сливаяся, шумят,
Обнявшись, будто две сестры,
Струи Арагвы и Куры,
Был монастырь.

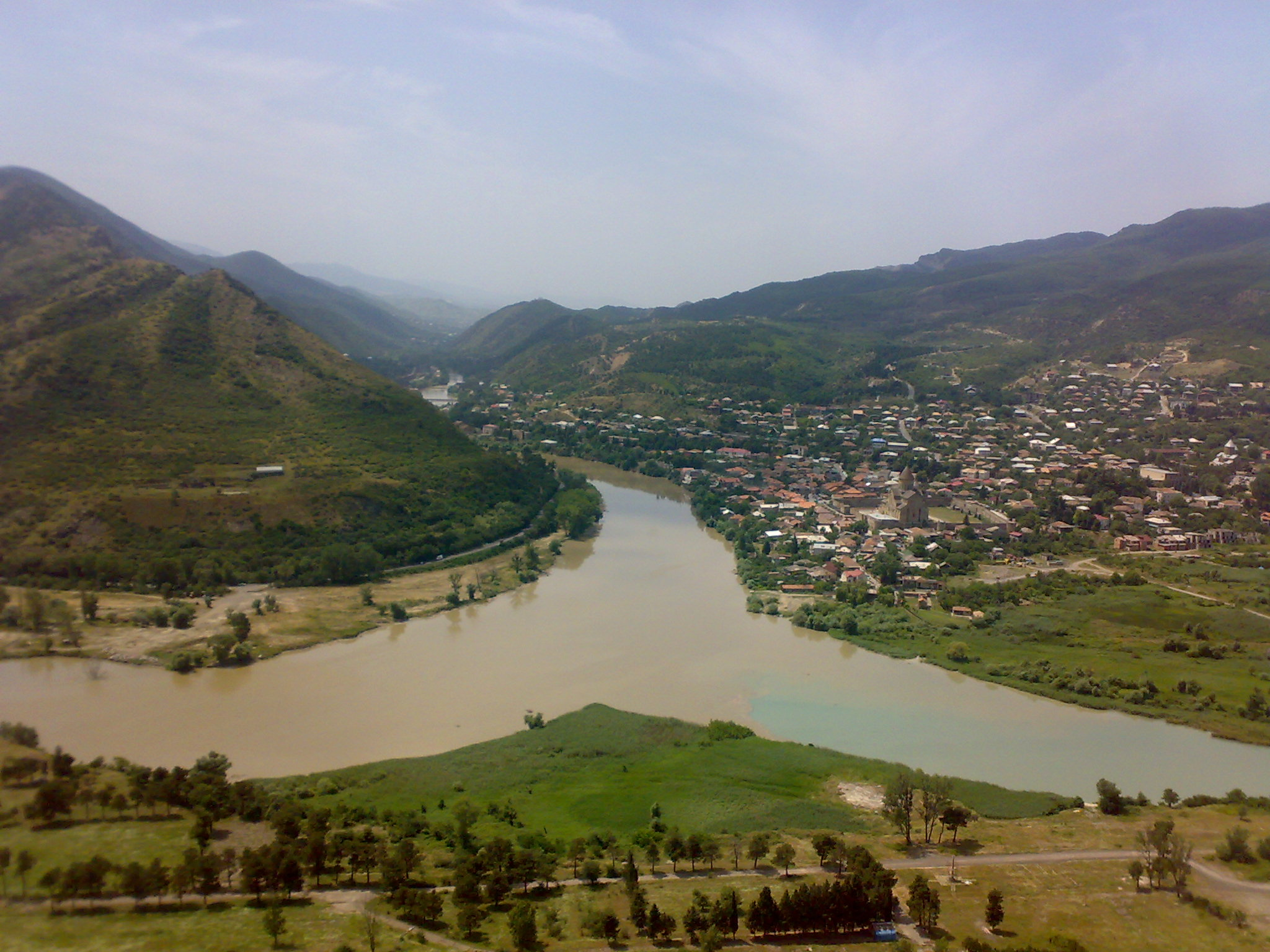
Там, где, сливаяся, шумят,
Обнявшись, будто две сестры,
Струи Арагвы и Куры,
Был монастырь.

В основе поэмы — трагическая история мальчика-горца, который был пленён русским генералом. Тот повёз его с собой, но дорогой ребёнок заболел. Монахи близлежащего монастыря пожалели маленького пленника и оставили жить в обители, где он и вырос. Так юный Мцыри оказался обречён на жизнь вдали от отечества и «вдали от солнечного света», которая казалась ему жизнью узника. Мальчик всё время тосковал по родине. Однако постепенно он как будто привык к «плену», выучил чужой язык, готов принять иную традицию, где, как ему кажется, он чувствует себя своим, был окрещён и уже собирался принять монашеский обет. И в этот самый момент словно изнутри сознания семнадцатилетнего юноши возникает нечто иное, мощный душевный порыв, заставляющий его решиться на побег. Мцыри, воспользовавшись моментом, сбегает из монастыря. Он бежит неведомо куда. Ощущение воли возвращает юноше даже то, что, казалось бы, навсегда отняла неволя: память детства. Он вспоминает и родную речь, и родной аул, и лица близких — отца, сестёр, братьев.
На свободе Мцыри был всего три дня. Но эти три дня приобретают для него особое значение. Казалось бы, он так мало увидел в столь короткий срок. Он видит картины могучей кавказской природы, прекрасную грузинку, наполняющую у потока кувшин водой, и, наконец, бесстрашно сражается с могучим барсом. Все эти события — крохотные эпизоды, но впечатление такое, что человек проживает целую жизнь. За юным беглецом посылают погоню, которая не дала никаких результатов. Его совершенно случайно находят лежащим без сознания в степи, в окрестностях монастыря.

Уже в обители Мцыри приходит в себя. Юноша истощён, но даже не прикасается к пище. Понимая, что его побег не удался, он сознательно приближает свою кончину. На все расспросы монастырских братьев отвечает молчанием. Путь к мятежной душе Мцыри находит лишь старый чернец (иеромонах), который его «от смерти спас». Видя, что его воспитанник скоро умрёт, он хочет исповедовать юношу. Исповеднику Мцыри живо и ярко рассказывает о трёх днях, проведённых им на воле.
Ты слушать исповедь мою

Сюда пришёл, благодарю.

Всё лучше перед кем-нибудь

Словами облегчить мне грудь;

Но людям я не делал зла,

И потому мои дела

Немного пользы вам узнать,

А душу можно ль рассказать?

Я мало жил, и жил в плену.

Таких две жизни за одну,

Но только полную тревог,

Я променял бы, если б мог. 
И лишь одно тяготит душу Мцыри — клятвопреступление. Будучи отроком, он поклялся самому себе, что рано или поздно убежит из монастыря и обязательно отыщет тропу в родные пределы. Он бежит, идёт, мчится, ползёт, карабкается, вроде бы следует правильному направлению — на восток, но, в итоге, сделав большой круг, возвращается назад, в то самое место, откуда начался его побег. И снова оказывается в стране не то друзей, не то врагов. С одной стороны, эти люди его выходили, спасли его от смерти, подготовили к будущей благочестивой жизни, а с другой стороны — это люди другой культуры, и Мцыри не может до конца счесть это место своим домом. Он признаётся монаху, что в его душе всегда была единственная пламенная страсть — к свободе. И упрекает его за своё спасение:

Старик! я слышал много раз,

Что ты меня от смерти спас —

Зачем?.. Угрюм и одинок,

Грозой оторванный листок,

Я вырос в сумрачных стенах

Душой дитя, судьбой монах.

Я никому не мог сказать

Священных слов «отец» и «мать».

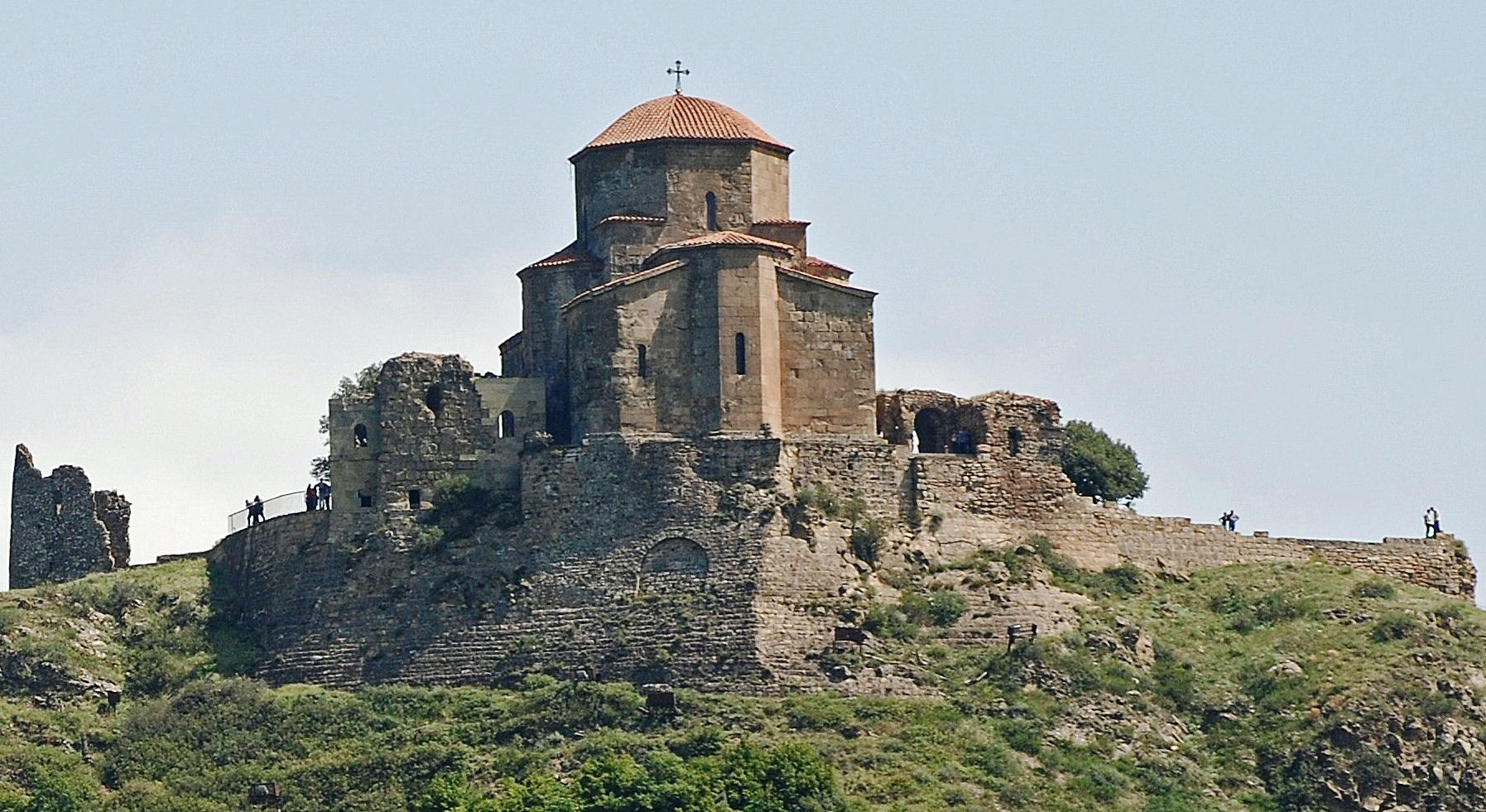
Монастырь Джва́ри, где (предположительно) происходят все основные события поэмы

Мцыри жалеет не о своём поступке. Его печалит мысль о том, что ему суждено умереть будучи рабом и сиротой.

И я как жил, в земле чужой

Умру рабом и сиротой.
Умирающий Мцыри заканчивает свою исповедь просьбой перенести его в дальний угол монастырского сада, откуда он сможет перед смертью увидеть горы родного края, которого так и не достиг. Последние слова юноши особенно важны для понимания восприятия им жизни.

И с этой мыслью я засну,

И никого не прокляну!
На первый взгляд кажется, что их произносит сломленный человек. Но в конце фразы стоит восклицательный знак, который должен говорить о романтической направленности героя Мцыри, неистового в своей страсти попасть в родимые места. И несмотря на то, что юноша погибает в монастыре, не реализовав свою заветную мечту — вернуться на родину предков — он всё равно добьётся этой цели, но уже в каком-то ином мире, после смерти.

## Анализ и отзывы
В поэме «Мцыри» действие разворачивается на Кавказе, который вошёл в литературное наследие Михаила Юрьевича как территория бесконечной свободы и дикой вольности, где человек противостоит заведомо превосходящим его силам стихии, пространством бесконечной авантюры, боя с природой и боя с самим собой.
В «Мцыри» отражены обычные лермонтовские мотивы, связанные с бегством романтического героя из родимых мест, где он не понят, не признан, в далёкие неведомые края. Но ситуация развивается в обратном порядке: герой бежит не с родины, а на родину, загадочную и неизвестную для него, так как он был вывезен оттуда слишком юным, и его память почти не сохранила воспоминаний о ней.

«Мцыри» как романтическая поэма о герое-бунтаре имела своих предшественников в литературе. В «Мцыри» угадывается влияние поэмы «Чернец» (1825) И. И. Козлова, написанной в форме лирической исповеди молодого монаха. Несмотря на внешнее сходство сюжетов, у произведений разное идейное содержание. Просматривается связь с декабристской литературой и поэзией И. В. Гёте. Кроме того, в «Мцыри» повторены многие мысли и отдельные стихи из более ранних поэм самого Лермонтова, в частности, «Исповеди» и «Боярина Орши».

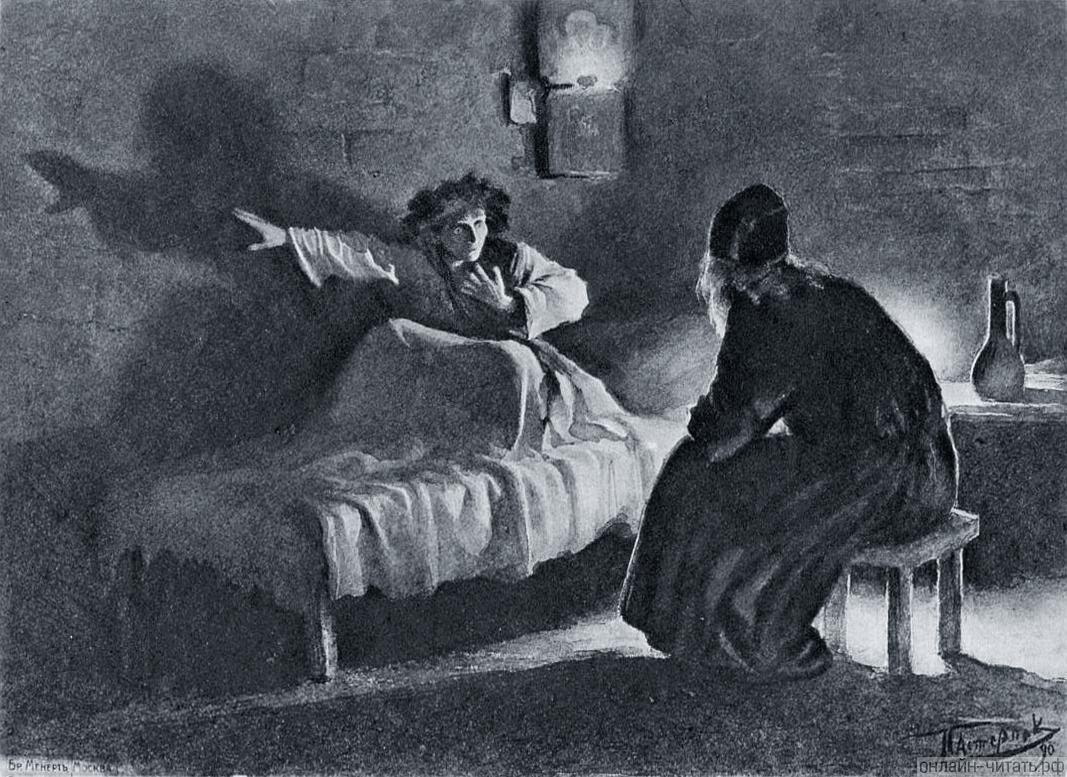
Исповедь Мцыри, Л. О. Пастернака, 1891 год

Многим современникам Лермонтова поэма напомнила другую — «Шильонского узника» Байрона, в переводе Жуковского. Белинский писал, что стих «Мцыри» «звучит и отрывисто падает, как удар меча, поражающего свою жертву. Упругость, энергия и звучное, однообразное падение его удивительно гармонируют с сосредоточенным чувством, несокрушимою силою могучей натуры и трагическим положением героя поэмы». Но байроновский герой противостоит миру, ненавидит людей. Герой же Лермонтова стремится к людям.
Особое место в поэме отведено природе. Она здесь не просто живописный фон, но и действенная сила, заключающая в себе грозную опасность. И в то же время приносит радость наслаждения своей неповторимой красотой, дикой вольностью, позволяет герою в полной мере проявить себя. В ней — величие и красота, отсутствующие в человеческом обществе.
Образ монастыря в поэме — это символ действительности, враждебной природной естественности и простоте, которой противодействует Мцыри. Позиция Лермонтова определяется утверждением, что в природе человека — залог возможной гармонии, между тем как в обществе, напротив, — источник дисгармонии. Проблематика поэмы предвосхищает типично толстовскую литературную ситуацию: представление о простой патриархальной жизни как общественной норме и трагическая невозможность героя реализовать своё стремление к ней.
«Мцыри» написана четырёхстопным ямбом с исключительно мужской рифмой.
Произведение получило самые хвалебные отзывы современников поэта и литературных критиков. Сохранились воспоминания о чтении «Мцыри» самим автором.
Вот как это описывает А. Н. Муравьев в своей книге «Знакомство с русскими поэтами» (Киев, 1871 г., с.27): «Мне случилось однажды, — пишет А. Н. Муравьев, — в Царском Селе уловить лучшую минуту его вдохновения. В летний вечер я к нему зашел и застал его [Лермонтова] за письменным столом, с пылающим лицом и с огненными глазами, которые были у него особенно выразительны. „Что с тобою?“ спросил я. „Сядьте и слушайте“, — сказал он, и в ту же минуту, в порыве восторга, прочел мне, от начала до конца, всю великолепную поэму Мцыри… которая только что вылилась из-под его вдохновенного пера… Никогда никакая повесть не производила на меня столь сильного впечатления».
Известно также, что Лермонтов, в день именин Гоголя, 9 мая 1840 года в Москве «читал наизусть Гоголю и другим, кто тут случились, отрывок из своей новой поэмы „Мцыри“, и читал, говорят, прекрасно».
Белинский пишет о поэме: «Что за огненная душа, что за могучий дух, что за исполинская натура у этого Мцыри! Это любимый идеал нашего поэта, это отражение в поэзии тени его собственной личности. Во всём, что ни говорит Мцыри, веет его собственным духом, поражает его собственной мощью».

## В других видах искусства
- Поэму иллюстрировали В. П. Белкин, В. Г. Бехтеев, И. С. Глазунов, А. А. Гурьев, Н. Н. Дубовской, В. Д. Замирайло, Ф. Д. Константинов, П. П. Кончаловский, Л. О. Пастернак, К. А. Савицкий, В. Я. Суреньянц, И. М. Тоидзе, Н. А. Ушакова, К. Д. Флавицкий, Е. Я. Хигер, А. Г. Якимченко. Рисунки на тему «Мцыри» принадлежат И. Е. Репину и Н. А. Тырсе.
- Фрагменты поэмы были положены на музыку М. А. Балакиревым, А. С. Даргомыжским, Е. С. Шашиной, А. П. Бородиным, А. С. Аренским, М. А. Кузминым (не издано), А. М. Баланчивадзе, Г. Л. Катуаром (романс «Песнь русалки»), и О. В. Тактакишвили .